# Pteroptyx sulawesiensis
Pteroptyx sulawesiensis là một loài bọ cánh cứng trong họ Đom đóm (Lampyridae). Loài này được Kawashima miêu tả khoa học năm 2003.